# Ridnitsohkka
Ridnitsohkka (em finlandês: Ridnitšohkka; Ritničohkka) é o segundo ponto mais alto da Finlândia, embora seja a mais alta montanha com seu pico ocalizado em território finlandês, com 1317 metros. 
A face leste é íngreme, enquanto o lado ocidental é leve. É um destino pouco popular entre os esquiadores fora de pista, já que o afastamento (50 km ou 31 km do povoado mais próximo) desta montanha a torna muito isolada. O mastro no topo é usado para telecomunicações.